# Castell Fukuchiyama
El castell Fukuchiyama (福 知 山城, Fukuchiyama-jō) és un castell japonès localitzat a Fukuchiyama, prefectura de Kyoto, Japó.

## Història

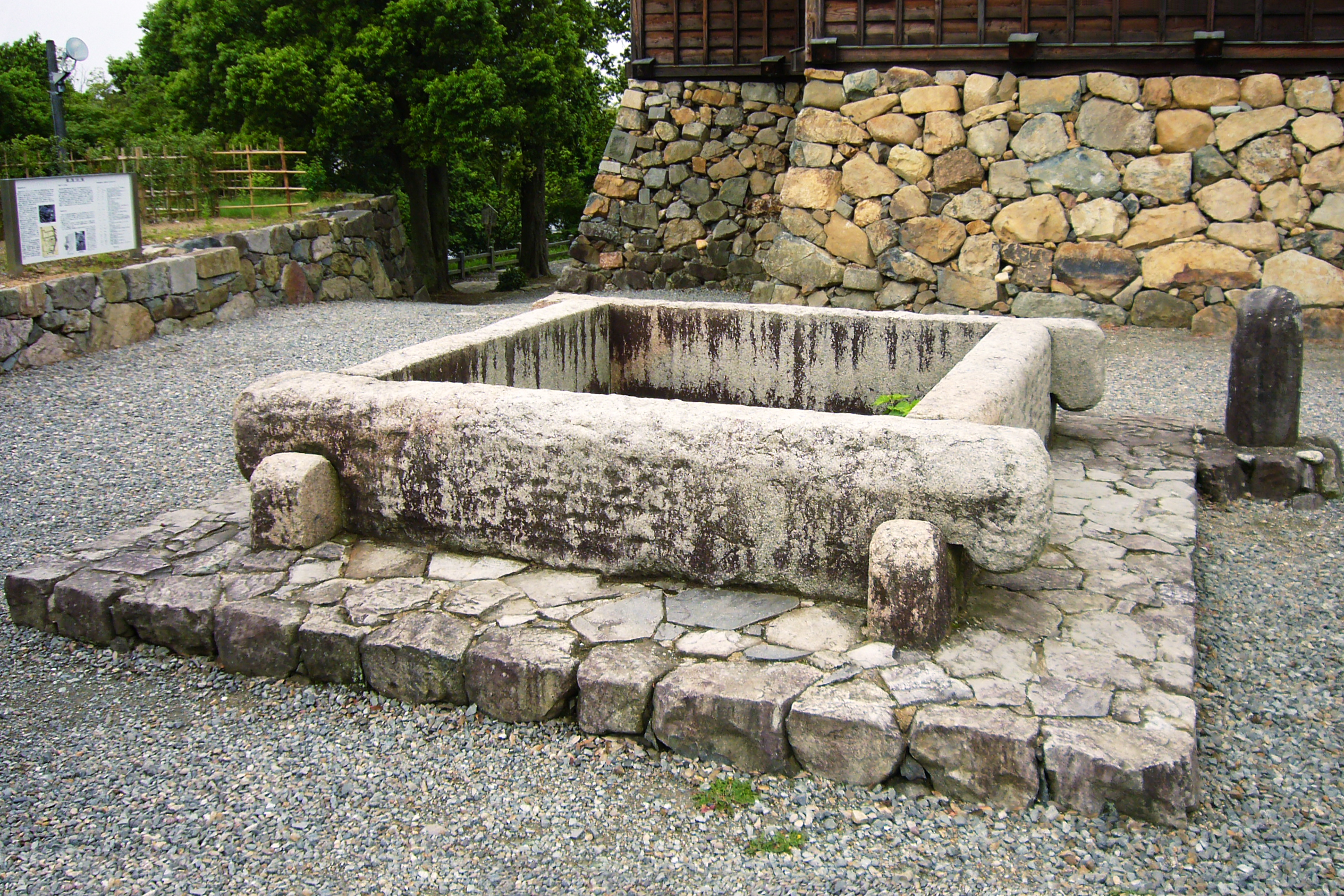
Pou del castell.

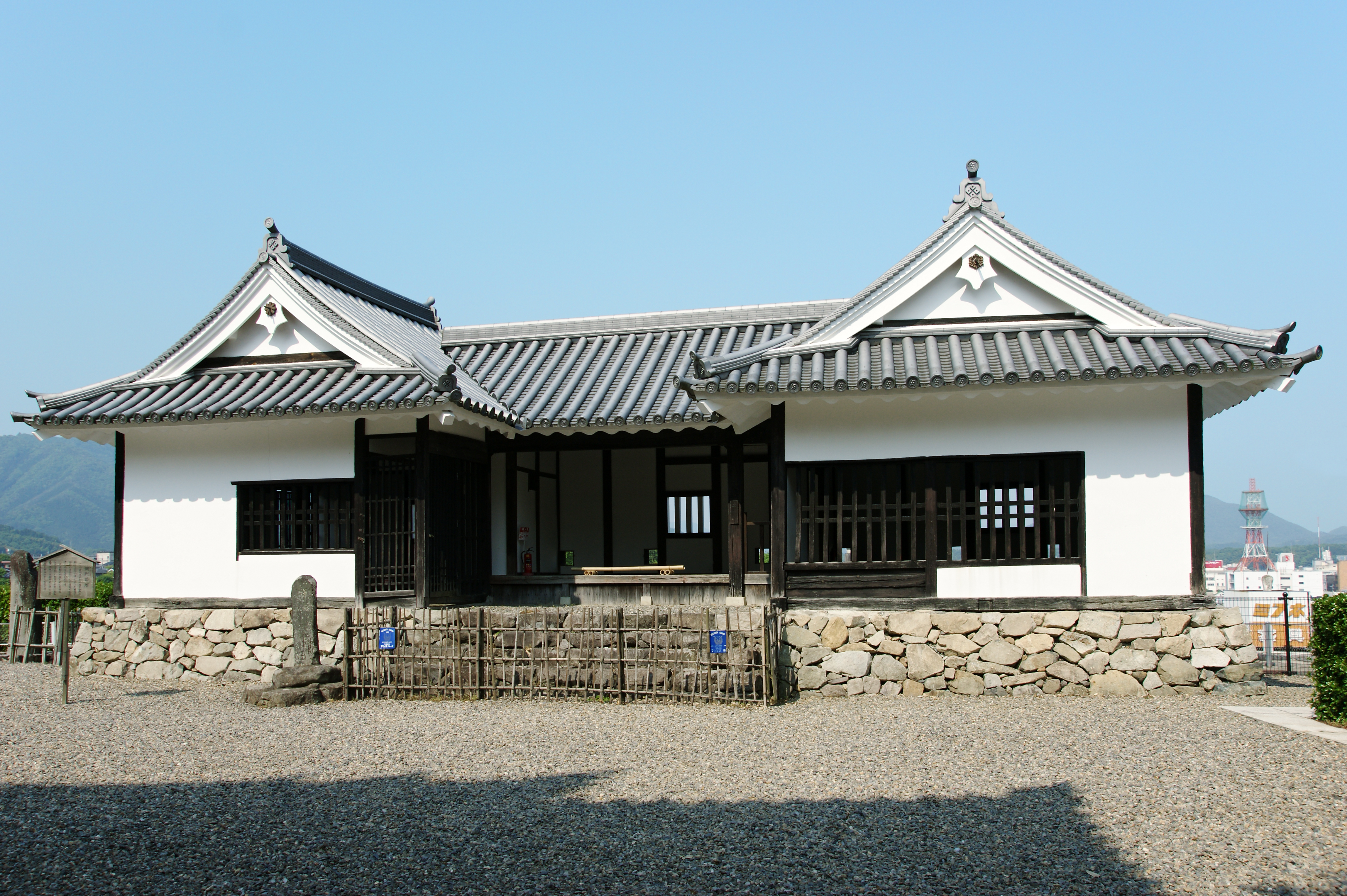
Castell Fukuchiyama.

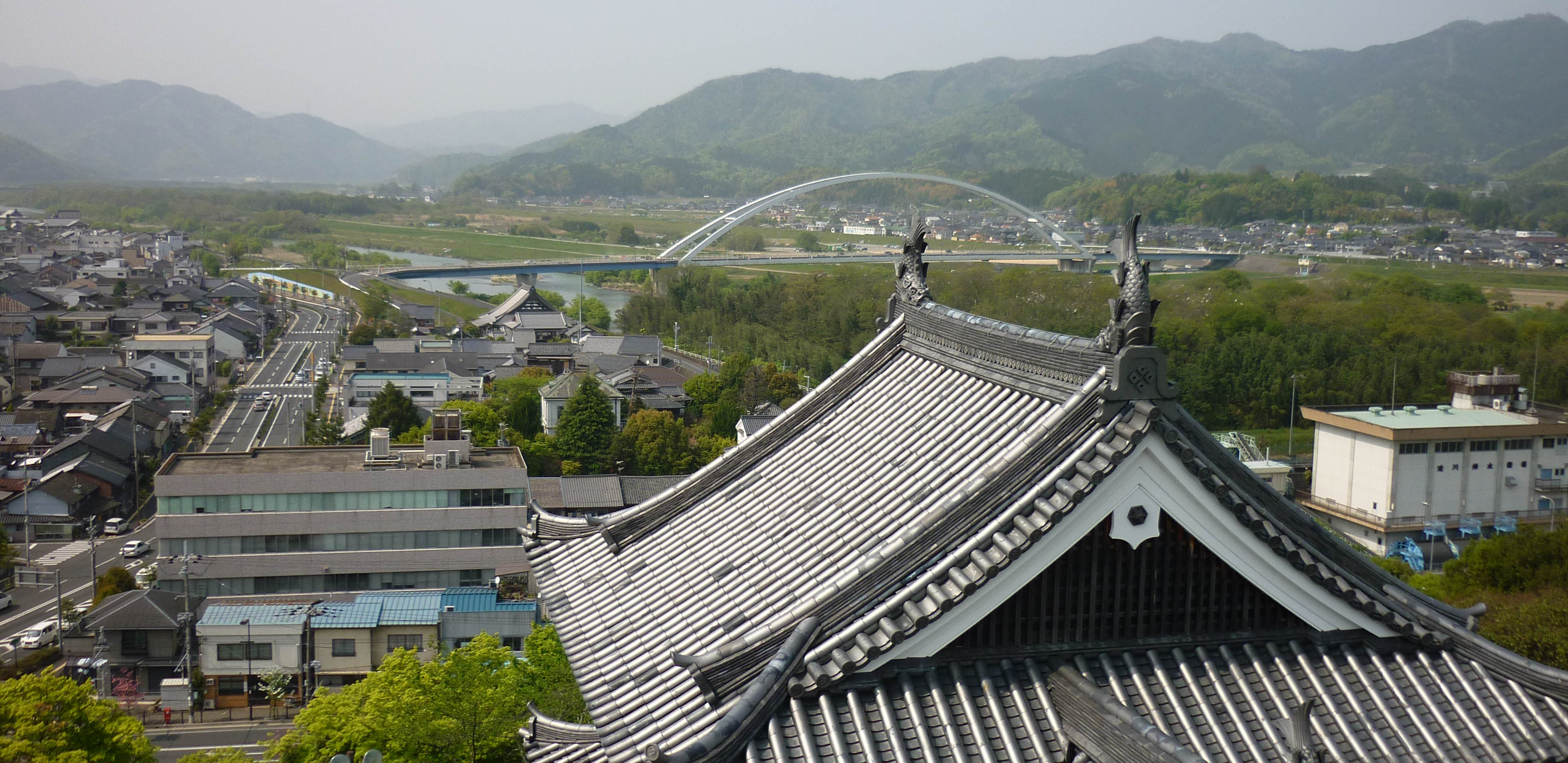
Vista nord des de la torre del castell.

El castell Fukuchiyama va ser construït i governat originalment per la família Yokoyama. Després de la seva caiguda el 1576, Akechi Mitsuhide el va reconstruir el 1579 d'acord amb l'antiga fortificació, al cim d'un turó sota les ordres d'Oda Nobunaga pels atacs a la zona.
Després de la batalla de Sekigahara el 1600, Arima Toyouji es va convertir en senyor de castell. Aquest el va expandir i el va fortificar per arribar al que avui es coneix com a castell Fukuchiyama. Des de llavors i fins a la restauració Meiji, la família Kutsuki va governar Fukuchiyama durant tretze generacions. El castell va ser destruït el 1872 juntament amb altres castells al llarg de país durant la restauració Meiji.
El 1986 en tenshu o castell principal del castell va ser reconstruït i és usat com a museu. El pou del castell és el més profund de tots els castells al Japó. El castell es troba dalt d'un turó a la qual s'accedeix a peu, té tres nivells i quatre pisos, molts dels murs originals encara es conserven.
El castell va ser introduït a la llista de la Continuació dels 100 castells el Japó més importants el 2007.